# .sz
.sz là tên miền quốc gia cấp cao nhất (ccTLD) của Eswatini. Tổ chức ISP Eswatini ("SISPA") chịu trách nhiệm cấp phát tên miền.SZ.

## Liên kết ngòi
- IANA .sz whois information Lưu trữ ngày 3 tháng 12 năm 2008 tại Wayback Machine
- .sz domain registration website Lưu trữ ngày 16 tháng 12 năm 2005 tại Wayback Machine